# Portería (fútbol)

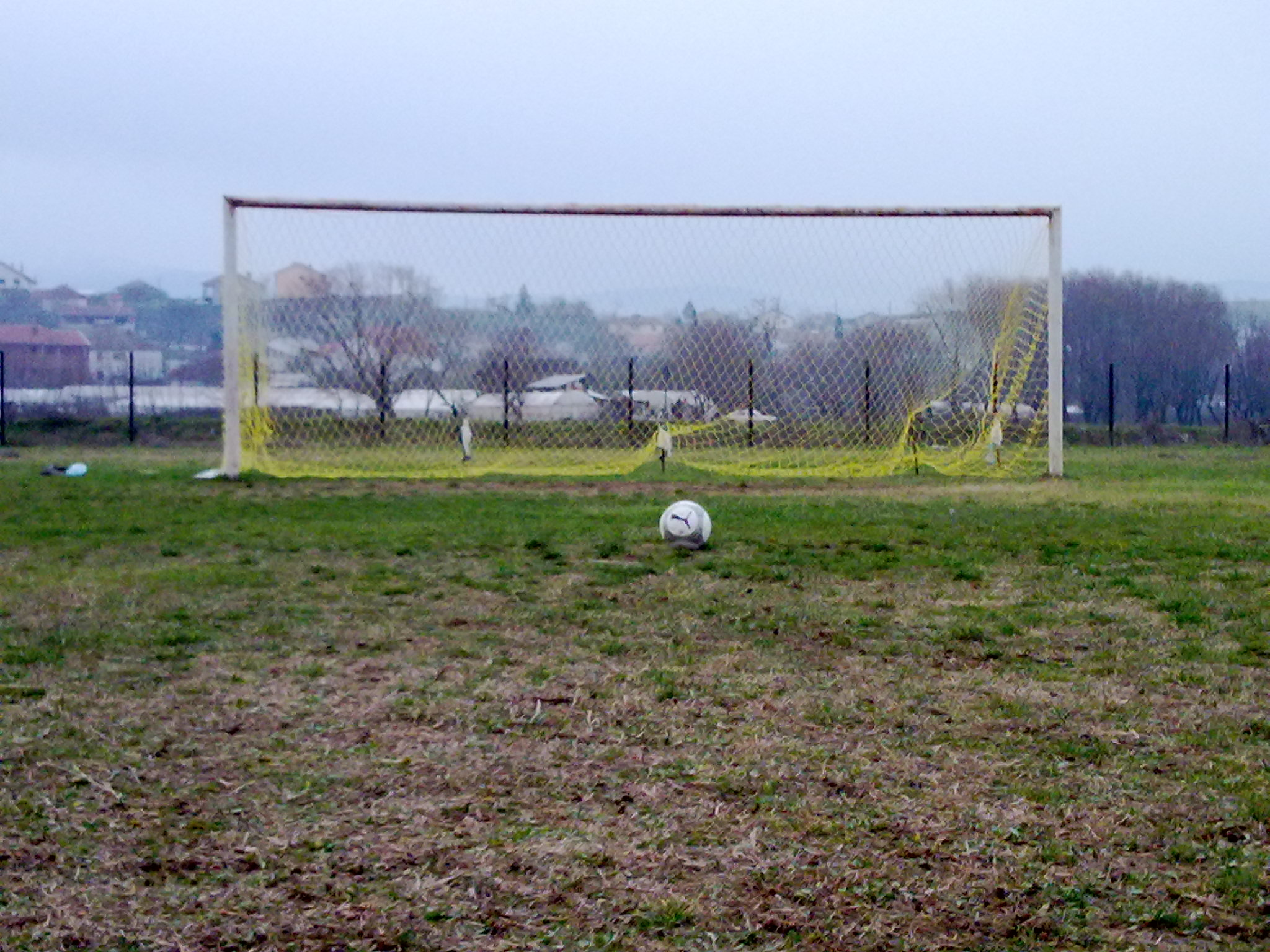
Portería de fútbol.

En el fútbol se conoce como portería o arco al marco por el cual debe ingresar la pelota para anotar un gol. Generalmente está compuesto por dos postes paralelos y un poste superior encima de estos llamado travesaño o larguero, y una red o malla, que retiene la pelota y esclarece si esta ingresa en el arco. Cuando la pelota entra en la portería bajo determinadas condiciones, se anota gol. Los tres postes son elementos del juego, de modo que, si el balón tocara alguno de estos, no se detendría la jugada en curso.
Las dimensiones reglamentarias del arco de fútbol profesional son de 7,32 metros (8 yardas) de ancho por 2,44 metros (8 pies) de alto. No obstante, el fútbol es practicado en diversas variantes y en muchas de ellas varía el tamaño de la portería.
Existe una tercera medida importante: la profundidad. Según la normativa internacional aplicable al fútbol, esta debe debe ser de 1,50 metros para las porterías fijas, que son las habituales en el fútbol profesional. Para las porterías trasladables, que son más comunes para campos de entrenamiento, las medidas son de 80 centímetros en la parte superior y un máximo de 2 metros en la parte inferior. Los postes que sujetan las porterías deben de estar anclados al suelo de manera que la portería quede totalmente fijada. La anchura del poste no puede ser superior a 12 centímetros. Los postes frontales son los que delimitan el tamaño de la portería.
La superficie del terreno que se encuentre exactamente por debajo del travesaño debe estar marcada con una línea tan ancha como el ancho de los postes, y servirá para determinar si el balón ingresó o no en la portería. Esta línea forma parte del campo de juego, mientras que la red, así como los accesorios adheridos a los postes que la sujetan y le dan estructura (ganchos, anillas, grampas, pie de la portería, caños adicionales, etc.), no forman parte del juego. Es decir, que en cualquier circunstancia en la cual el balón toque cualquier parte de la portería, excepto los tres postes, el partido debe detenerse y se procederá a la reposición del balón, ya sea desde el centro del campo, o desde el área pequeña, o desde una esquina adyacente, según corresponda.